# Zlatovrana
Zlatovrana (lat. Coracias garrulus), prema Rucneru zlatovrana modrulja, jedna je od poznatih vrsta modrivrana iz porodice zlatovrana koja živi u Europi i u Aziji u Keniji, Turskoj, Maroku i u Srednjoj Aziji te je rijetka i ugrožena vrsta.
Pojavljuje se u dvije podvrste, europska zlatovrana (C. g. garrulus) i istočna zlatovrana (C. g. semenowi).

## Opis
Zlatovrana je velika od 29-32 cm s rasponom krila od 52-58 cm te je teška otprilike 30 g. Ima plavi trbuh i glavu. Krila mogu biti tamnoplave, smeđe i crne boje. Tijelo je dugo s glavom na kojoj se nalaze velike oči i snažni, dugi kljun. Noge su sitne i tanke s malim kandžama. Glasanje joj je vrlo slično onom u vrane.

## Stanište
Zlatovrana se gnijezdi prije svega uz rubove vrlo prozračnih šuma koje graniče s površinama bogatim kukcima, kao što su livade, pašnjaci ili ekstenzivno korištene oranice. Ponekad koriste i velike parkovne površine. Prednost daju gnjezdištima u blizini vode. Kao dupljašice, upućene su na postojeće duplje ili moraju naći obronke od pješčenjaka, gline ili lapora da bi u njima mogle iskopati duplju. Ako nalazi dovoljno hrane, ne izbjegava blizinu ljudi i njihovih naselja.
U Hrvatskoj je pod velikim znakom pitanja da li se gnijezdi i najvjerojatnije je u Hrvatskoj izumrla te Hrvatsku samo prelijeće u doba selidbe te je najugroženija ptica na području Hrvatske.

### Rasprostranjenost
Živi u Europi, Aziji i u nekim dijelovima Afrike. Ptica je selica te kad zahladi, odlazi u Afriku gdje zimuje.

### Prehrambene navike
Zlatovrana uglavnom lovi veće kukce i druge člankonošce. Za vrijeme selidbe jede i biljnu hranu. Pored toga, no količinski beznačajno, uobičajenu hranu dopunjuje i malim sisavcima, vodozemcima i gmazovima.
Zlatovrana uobičajeno sjedi na nekom pogodnom mjestu (stup, grana) i čeka odgovarajući plijen. Spazivši ga, strmoglavljuje se na njega i hvata ga na tlu. Zatim se vraća na polazno mjesto gdje plijenom često udara o podlogu a ponekad ga i baca u zrak prije nego ga proguta. Rijetko lovi u letu, a jednako tako, rijetko slijedi lovinu u bijegu.

### Ponašanje i razmnožavanje
Zlatovrana modrulja dnevna je ptica s dva izražena vrhunca aktivnosti, rano ujutro i kasno popodne. Između tih razdoblja, osim u vrijeme parenja i podizanja mladunaca, mirno sjedi na mjestu s kojeg inače kreće u lov i neupadljiva je.
Kako je dupljašica, upućena je na napuštene duplje nekih djetlića ili prirodne duplje u stablima. No, ako ih nema, iskopat će 50-60 cm duboku duplju u odgovarajućoj podlozi. Parenje započinje oko proljeća ili ljeta te ženka u duplju drveta snese do šest jaja i pretežno ona ih grije. Nakon oko 18 dana mladunci se vale goli i slijepi. Hrane ih oba roditelja, a nakon oko 30 dana (mladunci su čučavci) sposobni su za samostalni let.

## Selidba
Sve populacije obaju podvrsta su selice, a većina se seli na velike udaljenosti. Zimuju u različitim staništima uglavnom na području jugoistočne i južne Afrike, ali izbjegavaju prave pustinje, polupustinje bez stabala kao i zatvorena tropska šumska područja. Zapadnoeuropske kao i populacije s područja Magreba prezimljuju u području južnog ruba Sahela. Na ista područja sele i sve azijske populacije. Selidba odraslih jedinki iz srednje Europe počinje sredinom kolovoza, a dovršena je sredinom rujna. Povratak počinje sredinom travnja, a većina srednjeeuropskih zlatovrana vraća se na gnijezdišta u prvoj dekadi svibnja.

### Drugi projekti
|  | Zajednički poslužitelj ima stranicu o temi Zlatovrana |
|  | Wikivrste imaju podatke o taksonu Zlatovrani          |